# Pier F. Talenti
Pier F. Talenti (* 1925 in Rom) ist ein US-amerikanischer Philanthrop und Landwirtschaftsingenieur mit italienischem Migrationshintergrund.

## Leben
Pier F. Talenti schloss 1947 ein Studium am Institut Technique Supérieur SA, in Freiburg im Üechtland und 1953 ein Studium an der University of California, Davis ab. Ab 1956 wurde er bei der First Western Bank and Trust Company, San Francisco beschäftigt.
Bei der Präsidentschaftswahl in den Vereinigten Staaten 1968 engagierte er sich mit Mitteln der Parteienfinanzierung in Italien für Richard Nixon und fungierte als dessen Presseattaché.
Talenti verwandte sich bei Alexander Haig für Graham Martin als Botschafter in Rom.
Von der italienischen Staatsanwaltschaft wurde Talenti vorgeworfen, an der Finanzierung des Golpe Borghese beteiligt zu sein.
Er wurde in der Folge in den Vereinigten Staaten eingebürgert.
Von der italienischen Regierung wurde ein Teil seines Vermögens mit einer Entschädigung enteignet.
Am 2. Februar 1948 schlossen die US-Regierung und die italienische Regierung den Treaty of Friendship, Commerce and Navigation between the United States and Italy („FCN Treaty“); dieser spezifiziert Entschädigungen bei Enteignungen als „just and effective“. Nach Auffassung von Pier F. Talenti war seine Entschädigung nicht „just and effective“ und er verklagte das Kabinett Clinton auf Anwenden des Hickenlooper Amendment.
Bei der Wahl zum Repräsentantenhaus der Vereinigten Staaten 1994 spendete Talenti für die Republikanische Partei.